# Trocadéro
Trocadéro – stacja 6 i 9 linii metra w Paryżu znajdująca się w pobliżu Place du Trocadéro-et-du-11-Novembre, w 16. dzielnicy Paryża. Na linii 6 stacja została otwarta 6 października 1942 r, a na linii 9 – 8 listopada 1922.